# SC Cilu
El SC Cilu es un equipo de fútbol de la República Democrática del Congo que juega en la Linafoot, la liga de fútbol más importante del país.

## Historia
Fue fundado en la ciudad de Lukala, siendo campeón de la Copa de Congo en 1 ocasión, 1 supercopa, 1 copa Unifac y 9 veces ha ganado la Liga Provincial.
A nivel internacional ha participado en 2 torneos continentales, donde nunca ha avanzado de la primera ronda.
En la temporada 2009 abandonó el torneo por razones financieras.

## Palmarés
- Copa de Congo: 1

2004
- Super Copa de Congo: 1

2004
- Copa de Clubes Unifac: 1

2006
- Liga Provincial Bas-Congo: 9

1983, 1984, 2001, 2002, 2003, 2004, 2005, 2006, 2007

## Participación en competiciones de la CAF
| Temporada | Torneo                       | Ronda      | Club         | Casa | Visita | Global  |
| --------- | ---------------------------- | ---------- | ------------ | ---- | ------ | ------- |
| 2004      | Liga de Campeones de la CAF  | Preliminar | AS Aviação   | 0-1  | 1-1    | 1-2     |
| 2005      | Copa Confederación de la CAF | Preliminar | CO Bouaflé   | 3-0  | 5-0    | 8-0     |
| 2005      | Copa Confederación de la CAF | 1          | Union Douala | 2-1  | 0-1    | 2-2 (a) |